# YouTube Premium
YouTube Premium (precedentemente YouTube Red) è un servizio a pagamento di streaming disponibile esclusivamente per la versione di YouTube accessibile da Stati Uniti, Australia, Nuova Zelanda, Messico, Corea del Sud, Canada, Colombia, Regno Unito, Irlanda, Germania, Austria, Francia, Italia, Spagna, Russia, Svezia, Norvegia, Finlandia.
Il servizio fornisce lo streaming senza pubblicità di tutti i video ospitati da YouTube, riproduzione offline e l'esecuzione in background di video su dispositivi mobili, accesso a musica in streaming senza pubblicità attraverso i servizi YouTube Music Premium (il servizio base ha la pubblicità) e Google Play Music, e accesso alle serie e i film originali YouTube Originals (precedentemente YouTube Red Originals).

## Storia
Disponibile
     Non disponibile

Disponibilità di YouTube Premium:
Disponibile
Non disponibile

Il servizio è stato annunciato per la prima volta a novembre 2014 come Music Key, in collaborazione con Google Play Musica e destinato a succedere al servizio di abbonamento dell'ex proprietario. Music Key offriva la riproduzione senza pubblicità di video musicali da etichette partecipanti ospitate su YouTube, nonché la riproduzione in background e offline di video musicali su dispositivi mobili dall'app YouTube. Il servizio includeva anche l'accesso a Google Play Music Unlimited, che fornisce streaming audio senza pubblicità di una libreria di musica.
 Accanto a Music Key, Google ha anche introdotto un'integrazione più stretta tra Play Music e le app di YouTube, tra cui la condivisione di consigli musicali e l'accesso ai video musicali di YouTube dall'app Play Music.
 Music Key non è stata la prima incursione di YouTube nei contenuti premium, avendo lanciato il noleggio di film nel 2010 e canali premium basati su abbonamento nel 2013.
Durante la beta, Music Key ha affrontato una ricezione mista a causa della portata limitata dell'offerta; Il chief business officer di YouTube, Robert Kyncl, ha spiegato che sua figlia era confusa dal fatto che i video delle canzoni di Frozen - Il regno di ghiaccio non fossero "musica" nell'ambito del servizio, e quindi non pubblicizzati. Queste preoccupazioni e altri hanno portato a un revamping del concetto Music Key per creare YouTube Red; a differenza di Music Key, YouTube Red è stato progettato per fornire streaming senza pubblicità a tutti i video, piuttosto che ai soli contenuti musicali. Questo passaggio ha richiesto a YouTube di chiedere il permesso ai suoi creatori di contenuti e titolari dei diritti per consentire ai loro contenuti di far parte del servizio senza annunci pubblicitari; in base alle nuove condizioni contrattuali, i partner riceverebbero una quota delle entrate totali dagli abbonamenti YouTube Red, in base a quanto il loro contenuto è visualizzato dagli iscritti.
YouTube ha anche cercato di competere con siti come Hulu e Netflix offrendo contenuti originali come parte del servizio di abbonamento, sfruttando personalità di spicco di YouTube in combinazione con produttori professionisti. Robert Kyncl ha riconosciuto che molte delle personalità più importanti di YouTube hanno costruito i loro contenuti e creato contenuti mentre operano con un budget ridotto, ammettendo che "per scalare, ci vuole un tipo diverso di impresa, un diverso tipo di abilità "come narrazione e showrunning". PewDiePie, che è stato coinvolto in uno degli originali pianificati per il servizio, ha spiegato che il servizio era inteso a mitigare i profitti persi a causa dell'uso del blocco degli annunci.
YouTube Red è stato ufficialmente presentato il 21 ottobre 2015. Il 18 maggio 2016, YouTube Red e YouTube Music sono stati lanciati in Australia e Nuova Zelanda, i primi paesi ad accedere al servizio al di fuori degli Stati Uniti. Il 3 agosto 2016, l'app YouTube Red è stata aggiunta all'app YouTube Kids. Il 6 dicembre 2016, YouTube Red si è espansa nella Corea del Sud.
Il 17 maggio 2018 YouTube ha annunciato l'imminente rebranding del servizio come YouTube Premium, insieme al rilancio di YouTube Music con un servizio di abbonamento separato incentrato esclusivamente sulla musica (che sarà abbinata al più ampio servizio YouTube Premium e anche offerto agli abbonati a Google Play Music). YouTube ha anche annunciato che il prezzo del servizio aumenterebbe da 9,99$ (che servirà da punto di prezzo per il servizio Music) a 11,99$ al mese per i nuovi abbonati e che amplierebbe il servizio in Canada e 13 mercati europei (tra cui Austria, Danimarca, Finlandia, Francia, Germania, Irlanda, Italia, Norvegia, Russia, Spagna, Svezia, Svizzera e Regno Unito), con ulteriori espansioni a venire in futuro.

## Caratteristiche
Un abbonamento YouTube Red consente agli utenti di guardare video su YouTube senza pubblicità attraverso il sito web e le sue app mobili, incluse le app dedicate di YouTube Music, YouTube Gaming e YouTube Kids. Attraverso le app, gli utenti possono anche salvare video sul proprio dispositivo per la visualizzazione offline, riprodurli in background e in modalità picture-in-picture su Android Oreo. YouTube Premium offre anche contenuti originali esclusivi per gli abbonati, creati e pubblicati dai maggiori creatori di YouTube. Il servizio offre anche streaming musicale senza pubblicità tramite il servizio Accesso illimitato di Google Play Music.

## Contenuti
YouTube Premium offre film e serie originali prodotti in collaborazione con studi professionali e personalità di YouTube. Per le serie multi-episodio, il primo episodio di una serie originale YouTube Premium è disponibile gratuitamente. In alcuni Paesi in cui il servizio non è ancora disponibile, è possibile acquistare singoli episodi tramite YouTube o Google Play Film.

### Webserie

#### Drama
| Titolo              | Genere               | Inizio            | Fine             | Stagione | Episodi | Durata | Stato     |
| ------------------- | -------------------- | ----------------- | ---------------- | -------- | ------- | ------ | --------- |
| Broke               | Drammatico           | 28 settembre 2016 | 30 novembre 2016 | 1        | 11      | 14 min | Terminata |
| Lifeline            | Fantascienza         | 11 ottobre 2017   | in corso         | 1        | 8       | 24 min | Terminata |
| Step Up: High Water | Drammatico/Romantico | 31 gennaio 2018   | in corso         | 1        | 10      | 49 min | Terminata |
| Impulse             | Drammatico           | 6 giugno 2018     | in corso         | 2        | 20      | 52 min | Terminata |

#### Commedie
| Titolo                                  | Genere              | Inizio            | Fine              | Stagione | Episodi | Durata | Stato     |
| --------------------------------------- | ------------------- | ----------------- | ----------------- | -------- | ------- | ------ | --------- |
| Foursome                                | Commedia romantica  | 30 marzo 2016     | in corso          | 3        | 26      | 22 min | Terminata |
| Sing It!                                | Commedia            | 25 maggio 2016    | 6 luglio 2016     | 1        | 10      | 24 min | Terminata |
| Bad Internet                            | Commedia nera       | 25 maggio 2016    | 20 luglio 2016    | 1        | 10      | 12 min | Terminata |
| Single by 30                            | Commedia drammatica | 24 agosto 2016    | 4 ottobre 2016    | 1        | 8       | 24 min | Terminata |
| Rhett and Link's Buddy System           | Commedia            | 19 ottobre 2016   | in corso          | 2        | 16      | 18 min | Terminata |
| Me and My Grandma                       | Commedia            | 22 marzo 2017     | in corso          | 1        | 6       | 22 min | Terminata |
| Good Game                               | Commedia            | 30 agosto 2017    | 27 settembre 2017 | 1        | 6       | 25 min | Terminata |
| Long Distance                           | Commedia            | 28 settembre 2017 | in corso          | 1        | 1       | 24 min | Terminata |
| Ryan Hansen Solves Crimes on Television | Commedia/Mistero    | 25 ottobre 2017   | in corso          | 1        | 8       | 26 min | Terminata |
| Do You Want To See a Dead Body?         | Commedia            | 17 novembre 2017  | in corso          | 1        | 15      | 18 min | Terminata |
| I'm Poppy                               | Commedia            | 25 gennaio 2017   | in corso          | 1        | -       | 23 min | Terminata |
| Youth & Consequences                    | Commedia drammatica | 7 marzo 2018      | in corso          | 1        | 8       | 30 min | Terminata |
| Cobra Kai                               | Commedia drammatica | 2 maggio 2018     | in corso          | 2        | 20      | 30 min | Venduta   |
| Liza on Demand                          | Commedia            | 27 giugno 2018    | in corso          | 1        | 8       | 30 min | Terminata |

#### Continuazioni
| Titolo       | Genere  | Network precedente | Inizio           | Fine     | Stagione | Episodi | Durata | Stato     |
| ------------ | ------- | ------------------ | ---------------- | -------- | -------- | ------- | ------ | --------- |
| We Are Savvy | Bambini | Family Channel     | 6 settembre 2016 | in corso | 1        | 21      | 23 min | Terminata |

#### Miniserie
| Titolo         | Genere                   | Inizio           | Fine             | Episodi | Durata |
| -------------- | ------------------------ | ---------------- | ---------------- | ------- | ------ |
| 12 Deadly Days | Horror/Thriller/Commedia | 12 dicembre 2016 | 22 dicembre 2016 | 12      | 25 min |

#### Animazione
| Titolo                     | Inizio           | Fine             | Stagione | Episodi | Durata | Stato     |
| -------------------------- | ---------------- | ---------------- | -------- | ------- | ------ | --------- |
| Paranormal Action Squad    | 16 novembre 2016 | 28 dicembre 2016 | 1        | 8       | 12 min | Terminata |
| Kings of Atlantis          | 7 aprile 2017    | in corso         | 1        | 13      | 11 min | Terminata |
| DanTDM Creates a Big Scene | 7 aprile 2017    | in corso         | 1        | 6       | 11 min | Terminata |
| Fruit Ninja: Frenzy Force  | 5 maggio 2017    | in corso         | 1        | 13      | 11 min | Terminata |
| Dallas & Robo              | 30 maggio 2018   | in corso         | 1        | 8       | 24 min | Terminata |

#### Anime
| Titolo            | Inizio          | Fine     | Stagione | Episodi | Durata | Stato     |
| ----------------- | --------------- | -------- | -------- | ------- | ------ | --------- |
| IDOLiSH7: Vibrato | 17 gennaio 2019 | in corso | 1        | 8       | 13 min | Terminata |
| Obsolete          | 3 dicembre 2019 | in corso | 1        | 6       | 12 min | Terminata |

#### Reality
| Titolo                                  | Inizio            | Fine           | Stagione | Episodi | Durata | Stato     |
| --------------------------------------- | ----------------- | -------------- | -------- | ------- | ------ | --------- |
| Scare PewDiePie                         | 10 febbraio 2016  | 6 aprile 2016  | 1        | 10      | 18min  | Terminata |
| Prank Academy                           | 30 marzo 2016     | 20 luglio 2016 | 1        | 18      | 11 min | Terminata |
| MatPat's Game Lab                       | 8 giugno 2016     | 20 luglio 2016 | 1        | 8       | 23 min | Terminata |
| Escape the Night                        | 22 giugno 2016    | in corso       | 2        | 24      | 24 min | Terminata |
| Fight of the Living Dead                | 8 giugno 2016     | in corso       | 2        | 15      | 32 min | Terminata |
| Mind Field                              | 18 gennaio 2017   | in corso       | 3        | 24      | 28 min | Terminata |
| Squad Wars                              | 26 gennaio 2017   | in corso       | 1        | 9       | 25 min | Terminata |
| Run, BIGBANG Scout!                     | 26 aprile 2017    | in corso       | 1        | 7       | 24 min | Terminata |
| Hyperlinked                             | 31 maggio 2017    | in corso       | 1        | 10      | 22 min | Terminata |
| Lace Up: The Ultimate Sneaker Challenge | 13 settembre 2017 | in corso       | 1        | 8       | 45 min | Terminata |
| Furze World Wonders                     | 28 settembre 2017 | in corso       | 1        | 10      | 21 min | Terminata |
| Roman Atwood's Day Dreams               | 22 novembre 2017  | in corso       | 1        | 7       | 24 min | Terminata |
| Ultimate Expedition                     | 17 gennaio 2018   | in corso       | 1        | 10      | 30 min | Terminata |
| BTS: Burn The Stage                     | 28 marzo 2018     | 9 maggio 2018  | 1        | 8       | 24 min | Terminata |
| F2 Finding Football                     | 13 giugno 2018    | in corso       | 1        | 8       | 25 min | Terminata |
| The Sidemen Show                        | 18 giugno 2018    | in corso       | 1        | 7       | 28 min | Terminata |
| Best Shot                               | 18 luglio 2018    | in corso       | 1        | 8       | 42 min | Terminata |

### Film

#### Drama
| Titolo       | Genere     | Pubblicazione   |
| ------------ | ---------- | --------------- |
| The Thinning | Thriller   | 12 ottobre 2016 |
| Snap         | Drammatico | 2 agosto 2017   |

#### Commedie
| Titolo                  | Genere       | Pubblicazione    |
| ----------------------- | ------------ | ---------------- |
| Lazer Team              | Fantascienza | 27 gennaio 2016  |
| Dance Camp              | Musicale     | 10 febbraio 2016 |
| We Love You             | Romantico    | 22 novembre 2016 |
| Jingle Ballin'          | Commedia     | 6 dicembre 2016  |
| Ghostmates              | Commedia     | 14 dicembre 2016 |
| The Keys of Christmas   | Commedia     | 19 dicembre 2016 |
| Alexander IRL           | Commedia     | 11 gennaio 2017  |
| Reggae Shark Adventures | Commedia     | 12 agosto 2017   |
| Lazer Team 2            | Fantascienza | 22 novembre 2017 |

#### Documentari
| Titolo                                         | Pubblicazione    |
| ---------------------------------------------- | ---------------- |
| A Trip to Unicorn Island                       | 10 febbraio 2016 |
| The Amazing Tour Is Not On Fire                | 5 ottobre 2016   |
| Dan and Phil's Story of TATINOF                | 5 ottobre 2016   |
| Vlogumentary                                   | 26 ottobre 2016  |
| Gigi Gorgeous: This is Everything              | 8 febbraio 2017  |
| Lindsey Stirling: Brave Enough                 | 17 maggio 2017   |
| Inventerprise                                  | 1º agosto 2017   |
| Katy Perry: Will You Be My Witness             | 4 ottobre 2017   |
| Demi Lovato Simply Complicated: Director's Cut | 18 dicembre 2017 |
| One Shot                                       | 15 febbraio 2018 |

#### Acquisiti
| Titolo                    | Genere       | Pubblicazione  |
| ------------------------- | ------------ | -------------- |
| Kedi - La città dei gatti | Documentario | 10 maggio 2017 |
| King of the Dancehall     | Drammatico   | 2 agosto 2017  |
| G-Funk                    | Documentario | 11 luglio 2018 |

### Programmazione futura

#### Serie

##### Ordinate
| Titolo                                               | Genere             | Inizio |
| ---------------------------------------------------- | ------------------ | ------ |
| Origin                                               | Drammatico         | 2018   |
| Swipe Right                                          | Commedia romantica | 2018   |
| Wayne                                                | Azione             | 2018   |
| On Becoming a God in Central Florida                 | Commedia nera      | 2019   |
| Docuserie senza titolo sull'intelligenza artificiale | Docuserie          | 2019   |
| Kat & June Think Stuff!                              | Commedia           | TBA    |

##### In sviluppo
| Titolo                                                 | Genere        | Inizio |
| ------------------------------------------------------ | ------------- | ------ |
| Psychopath                                             | Commedia      | TBA    |
| High & Tight                                           | Commedia      | TBA    |
| Spin-off senza titolo di 17 anni (e come uscirne vivi) | Commedia      | TBA    |
| Talk show senza titolo con Jake Paul                   | Talk show     | TBA    |
| Widow                                                  | Commedia nera | TBA    |

#### Film
| Titolo                   | Genere       | Pubblicazione |
| ------------------------ | ------------ | ------------- |
| Vulture Club             | Drammatico   | 2018          |
| The Lou Pearlman Project | Documentario | 2018          |

##### Acquisiti
| Titolo | Genere              | Pubblicazione |
| ------ | ------------------- | ------------- |
| Bodied | Commedia drammatica | 2018          |

## Loghi

Logo di Youtube Red utilizzato dal 2015 al 2017
Logo di Youtube Red utilizzato dal 2017 al 2024

## Termini di licenza
Nel maggio 2014, prima della presentazione ufficiale del servizio Music Key, l'organizzazione indipendente del settore musicale Worldwide Independent Network affermò che YouTube utilizzava contratti non negoziabili con etichette indipendenti che erano "sottovalutate" rispetto ad altri servizi di streaming e affermava che YouTube minacciava di bloccare i video di un'etichetta di accesso pubblico se non avessero accettato i nuovi termini. In una dichiarazione al Financial Times nel giugno 2014, Robert Kyncl ha confermato che queste misure erano "per garantire che tutto il contenuto della piattaforma fosse regolato dai suoi nuovi termini contrattuali". Affermando che il 90% delle etichette aveva raggiunto offerte, affermando che "mentre ci auguriamo di avere una percentuale di successo del 100%, capiamo che non è probabilmente un obiettivo raggiungibile e quindi è nostra responsabilità per i nostri utenti e l'industria per lanciare l'esperienza musicale migliorata". Successivamente il Financial Times ha riferito che YouTube aveva raggiunto un accordo aggregato con Merlin Network, un gruppo commerciale che rappresenta oltre 20.000 etichette indipendenti, per la loro inclusione nel servizio. Tuttavia, YouTube stesso non ha confermato l'accordo.
Dopo la presentazione di YouTube Red, venne affermato che questi stessi requisiti contrattuali si sarebbero applicati a tutti i membri del programma partner di YouTube; I partner che non accettano i nuovi termini e gli accordi di compartecipazione alle entrate relativi al servizio YouTube Red avranno i loro video bloccati interamente nelle regioni in cui è disponibile YouTube Red. I canali YouTube di ESPN erano una parte notevole interessata dal cambiamento; un rappresentante di ESPN, The Walt Disney Company, dichiarò che i conflitti con i titolari dei diritti di terzi in relazione ai filmati sportivi contenuti nei video di YouTube di ESPN hanno impedito loro di essere offerti con le nuove condizioni. Un numero limitato di video precedenti rimane sul canale principale di ESPN.
Allo stesso modo, una grande quantità di contenuti concessi in licenza da etichette discografiche giapponesi e coreane non sono più disponibili nelle regioni in cui è disponibile YouTube Red. Si riteneva che la possibilità di scaricare video per la visualizzazione offline su YouTube Red fosse un motivo di esitazione per le società dei media giapponesi a causa della necessità di monitorare quando, dove e come i contenuti vengono utilizzati in conformità con le leggi giapponesi sul copyright, quindi il loro contenuto è stato bloccato in base ai nuovi requisiti.